# Crematogaster striatula
Crematogaster striatula är en myrart som beskrevs av Carlo Emery 1892. Crematogaster striatula ingår i släktet Crematogaster och familjen myror.

## Underarter
Arten delas in i följande underarter:
- C. s. benitensis
- C. s. horatii
- C. s. langi
- C. s. obstinata
- C. s. omega
- C. s. striatula